# 니우에 주재 외국공관 목록

니우에 주재 외국공관 목록
니우에
니우에에 설치된 재외공관
주변국에서 겸임중인 니우에 비상주공관

니우에 주재 외국공관 목록은 니우에에 상주하고 있는 외국 공관을 나열하는 목록이다. 니우에에 대사관이 상주하는 국가는 오로지 뉴질랜드 뿐이며, 다른 비상주 공관국은 뉴질랜드 본국인 웰링턴 등 다른 지역을 통해 겸임하고 있다.

## 고등판무관 사무소
알로피
| - 뉴질랜드 |

## 비상주공관
| - 오스트레일리아 (웰링턴) - 중국 (웰링턴) - 피지 (수바) - 프랑스 (웰링턴) - 인도 (웰링턴) - 이스라엘 (웰링턴) - 말레이시아 (웰링턴) - 파푸아뉴기니 (웰링턴) |

## 같이 보기
- 니우에의 대외 관계
- 니우에의 재외공관 목록